# Szymon Wysocki (jezuita)
Szymon Wysocki (ur. 1542 w Kurzynach na Pokuciu, zm. 1622 w Krakowie) – jezuita, kaznodzieja, teolog, spowiednik królowej szwedzkiej Katarzyny Jagiellonki.
W 1569 roku wstąpił do zakonu jezuitów, w Rzymie ukończył studia teologiczne. Przez osiem lat towarzyszył królowej Katarzynie jako spowiednik i wychowawca jej syna Zygmunta w Szwecji.

## Pisma
- Furtka niebieska, Wilno 1600[1];
- Kształt pobożności, to jest żywot Katarzyny Wapowskiej, kasztelanki przemyskiej, Kalisz 1606[1];
- Palma pańska albo rozprawa o stanie dziewiczym, 1607[1];
- Ekscytarz dawny albo przestrogi chrześcijańskie dla życia, Kraków 1608[1];